# Briceag elvețian

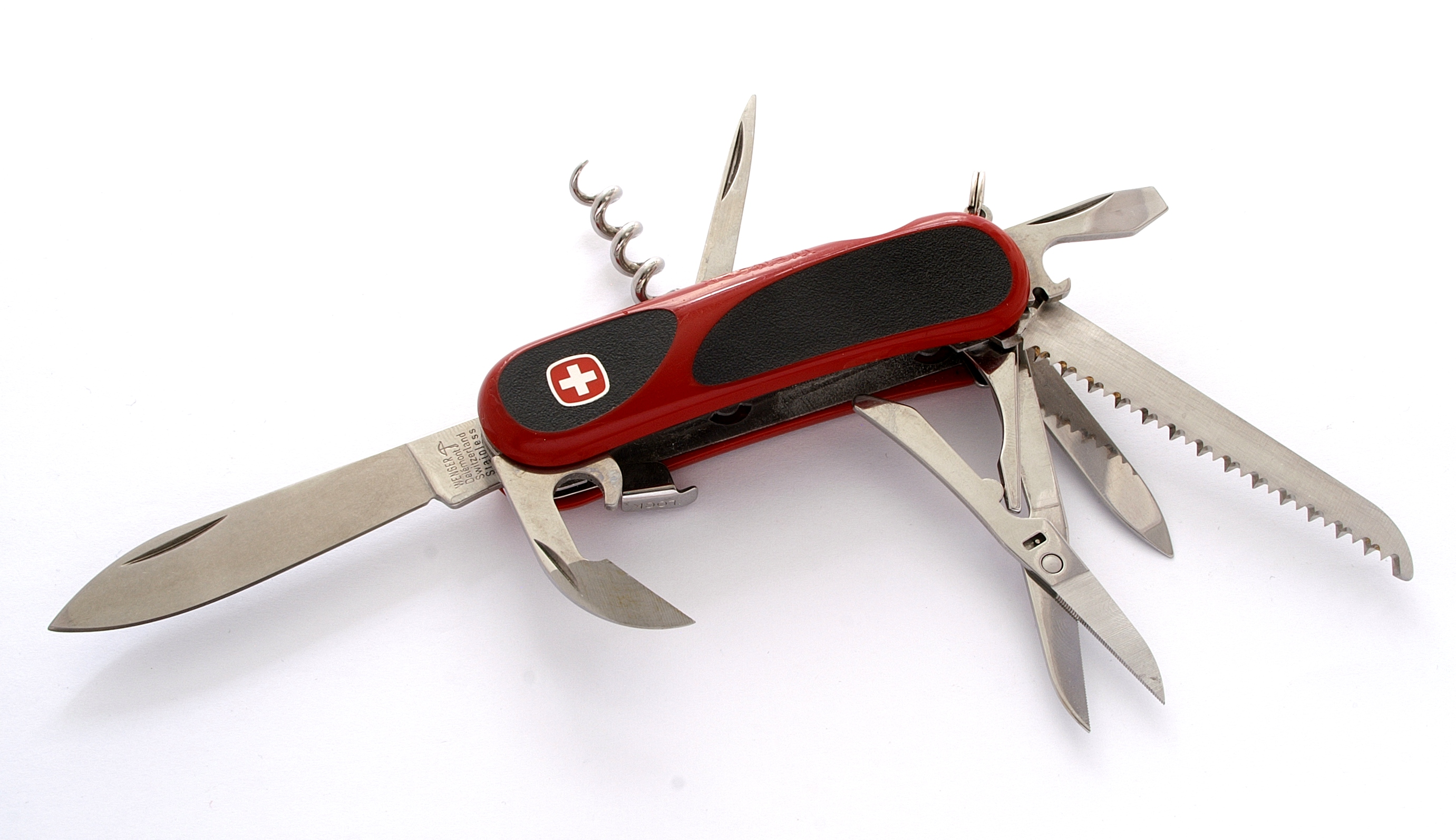
Un briceag elvețian deschis, fabricat de Wenger. Din 2013, bricegele fabricate de compania Wenger sunt integrate în compania Victorinox.

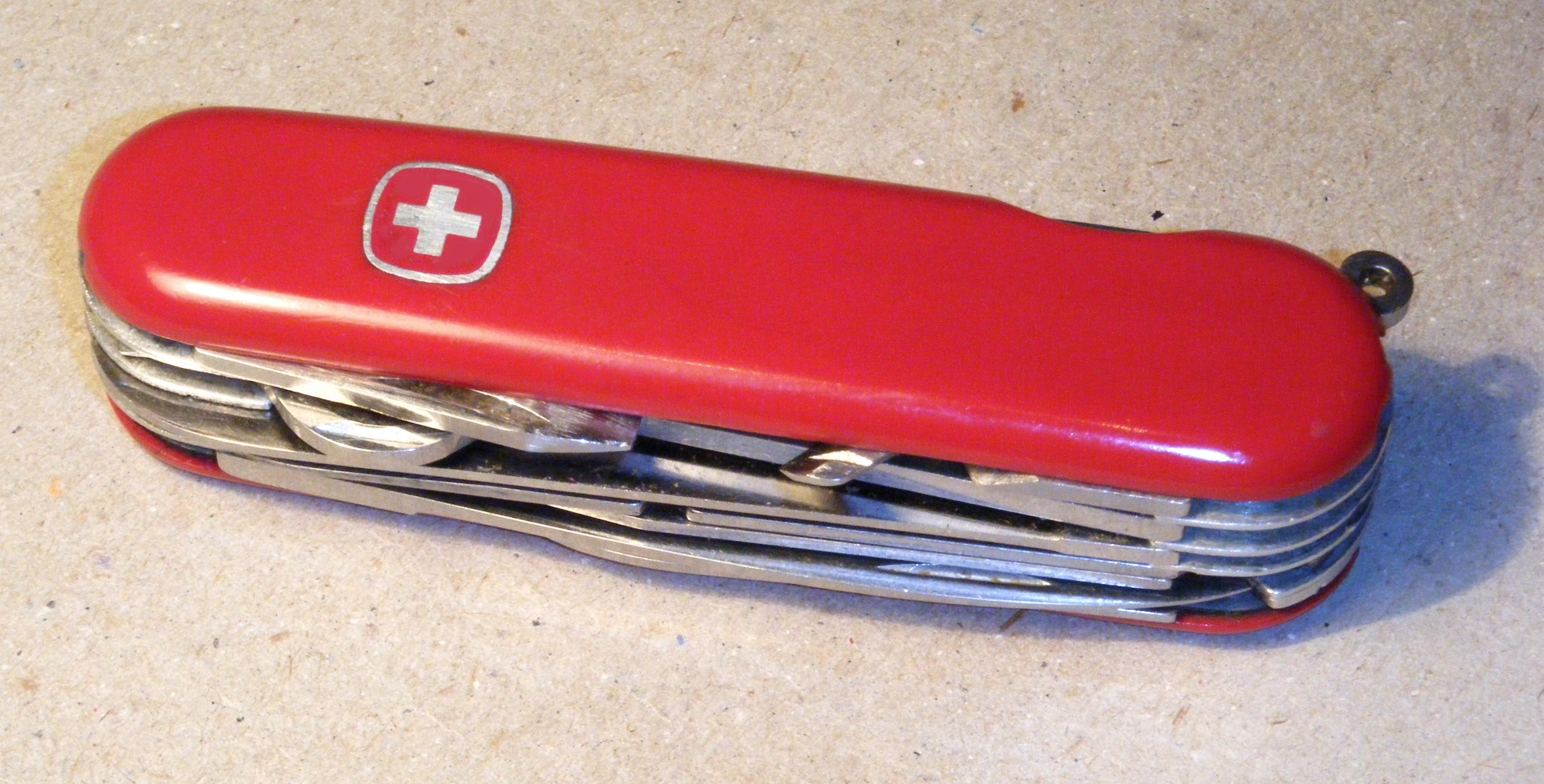
Un alt cuțit elvețian fabricat de compania Wenger.

Briceagul elvețian (numit și cuțit elvețian sau mai precis cuțitul armatei elvețiene), este un instrument multifuncțional. Este vorba de un cuțit mic, cu o lamă pliabilă, echipat cu multe alte unelte, dintre care se pot enumera scobitori, foarfece, pensete, deschizătoare pentru sticle sau pentru conserve, șurubelnițe și multe altele. Toate instrumentele sunt pliate în interiorul mânerului și extrase când este nevoie de folosul lor. Există multe tipuri diferite de bricege elvețiene, dar nu toate sunt autentice.

## Istoria
În 1891, Karl Elsener, fondatorul companiei Victorinox, a început să furnizeze armatei elvețiene cuțite fabricate în Elveția, și nu în Germania ca înainte. Originalele aveau un mâner din lemn (în comparație cu compușii de metal/plastic folosiți astăzi) și erau echipate cu o lamă, o șurubelniță, un deschizător de conserve și un mic vârf ascuțit de fier. Mai târziu, în 1897, Elsener a dezvoltat o versiune care folosea un mecanism special cu arc, și permitea conținerea mai multor instrumente într-un mâner de dimensiuni egale ca versiunea anterioară.
Gama de modele de bricege elvețiene este vastă, de la modelele de bază ce conțin două lame până la cele care au șaptezeci de unelte. Tipul de instrumente care pot fi găsite într-un cuțit al armatei elvețiene este limitat doar de mărimea obiectului și de imaginația proiectanților. De exemplu, se pot găsi diferite tipuri de șurubelnițe, chei hexagonale, lame, altimetre, lupe, tacâmuri, lămuțe pentru unghii. În ultimele modele, au apărut chiar indicatoarele laser și cheițe USB.
În 2006, Wenger a produs un briceag numit „The Giant” care includea fiecare unealtă fabricată vreodată de companie (având 87 de unelte și 141 de funcții diferite). A fost recunoscut de Cartea Recordurilor drept cel mai multifuncțional briceag din lume. Se vindea cu amănuntul la aproximativ 798 EUR sau 1000 USD, deși unii furnizori percepeau prețuri mult mai mari. În același an, Victorinox a lansat SwissChamp XAVT, constând din 118 piese și 80 de funcții, cu un preț de vânzare cu amănuntul de 425 de dolari.
În ultimii ani, alături de producția clasicului cuțit, compania Victorinox produce și comercializează așa-numitul „SwissTool”: un instrument multifuncțional (un clește pliabil cu lame și accesorii retractabile în mâner) similar cu modelul american „Leatherman Tool”. Victorinox deține brandul „Swiss Army”.
Se pare că culoarea tradițională roșie a mânerului a fost aleasă deoarece aceasta devinea mai ușor vizibilă dacă cădea în zăpadă, precum și faptul că, împreună cu crucea albă, amintește steagului elvețian.

## Descriere
Până în 2013, existau doi producători de bricege elvețiene, fiecare având peste o sută de ani de istorie: Victorinox și Wenger, companii ce furnizaseră armatei elvețiene aproximativ 50.000 de exemplare pe an (25.000 fiecare). Cea mai mare parte a producției (7 milioane de bucăți pe an) este rezervată exportului, în special către Statele Unite. În 2013, Victorinox, care controlează Wenger din 2005, decide să transfere și filiala controlată în gama proprie de producție. Cuțitele elvețiene de la Victorinox și Wenger pot fi recunoscute imediat prin logoul lor; crucea Victorinox este închisă într-un scut cu simetrie bilaterală, în timp ce crucea Wenger este închisă într-o formă de diamant rotunjit cu simetrie patrulateră.

Logoul companiei Victorinox
Logoul companiei Wenger

## Modele folosite de armata elvețiană

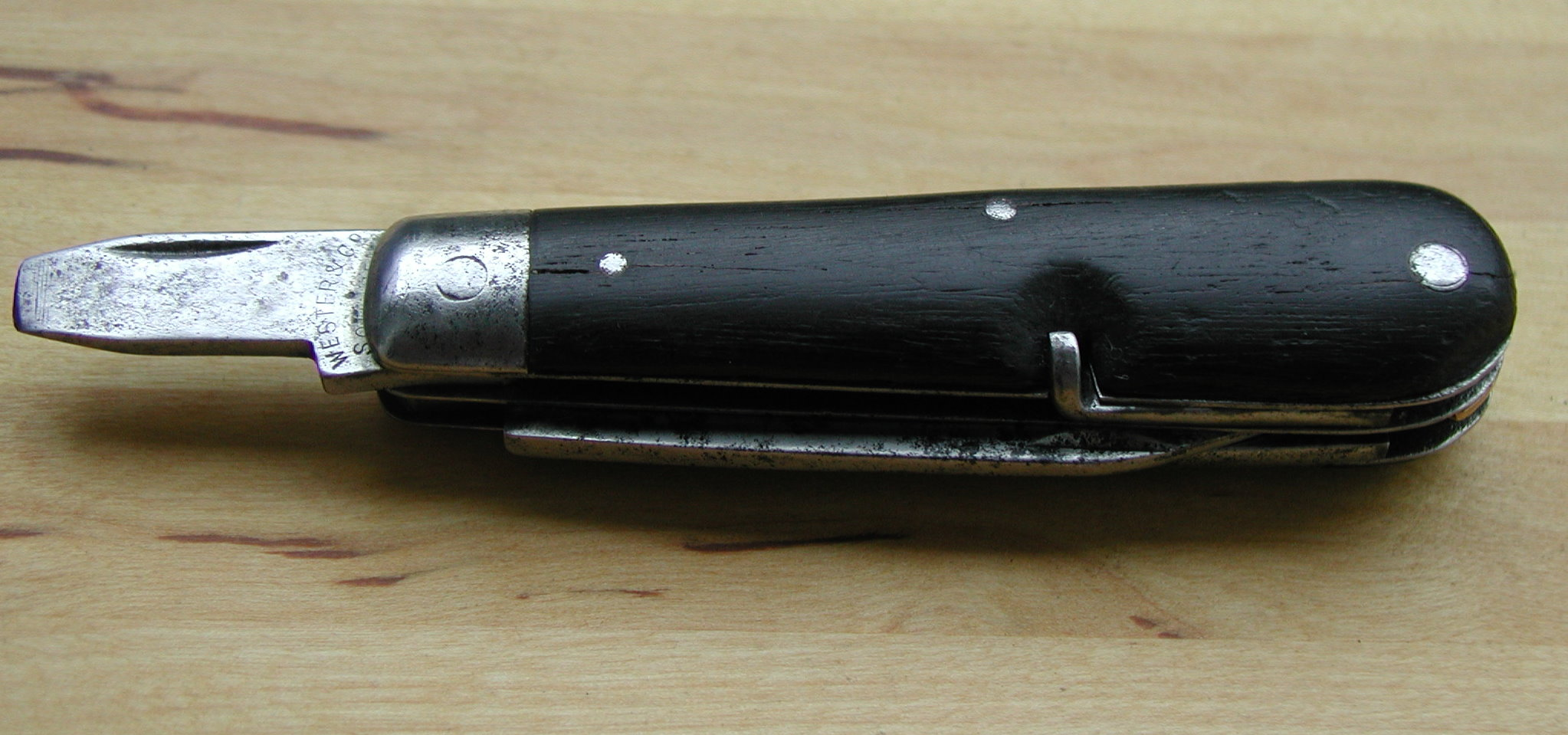
Modell 1890, primul Schweizer Soldatenmesser
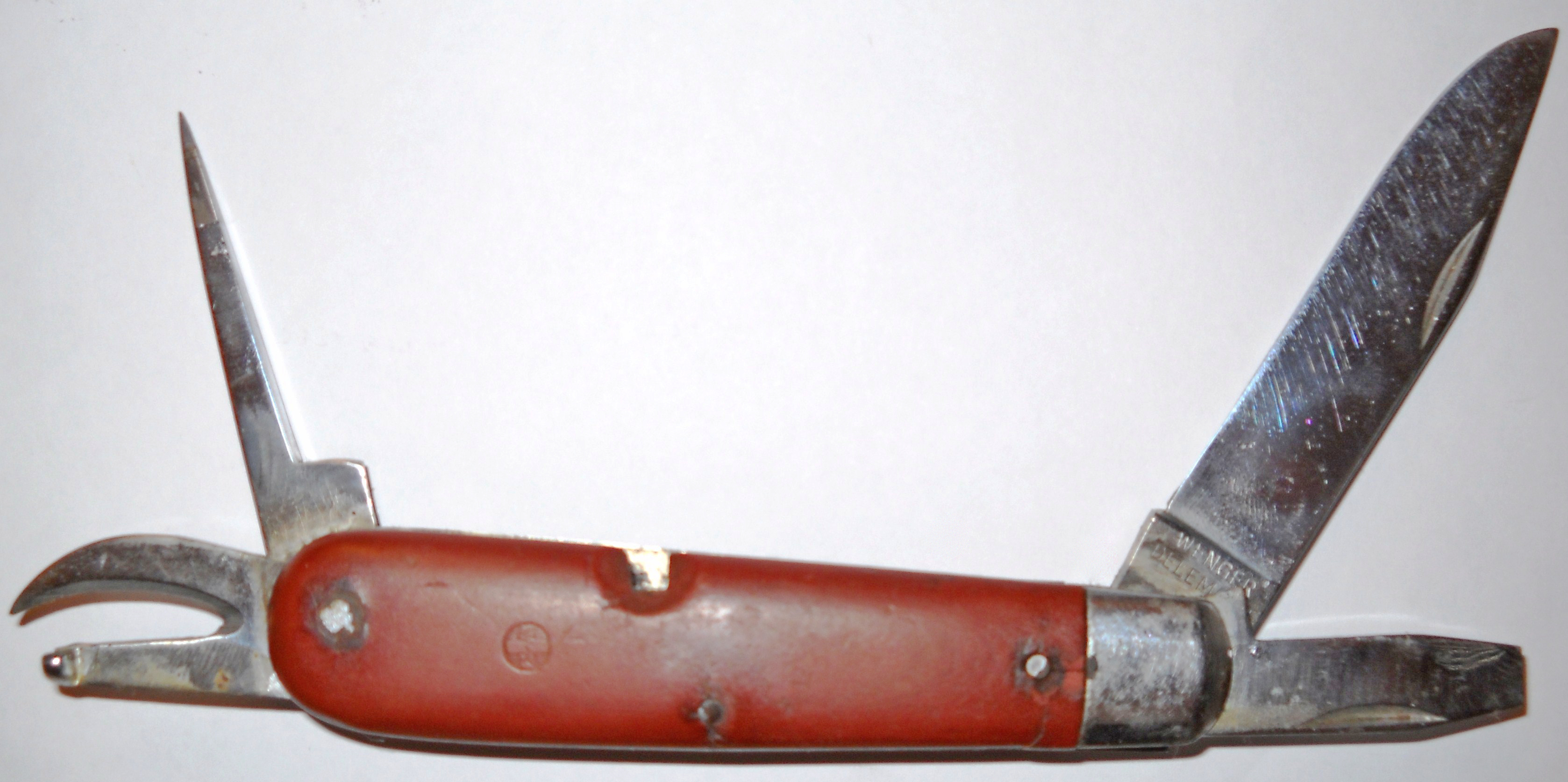
Modell 1951, folosit din 1951 până în 1961
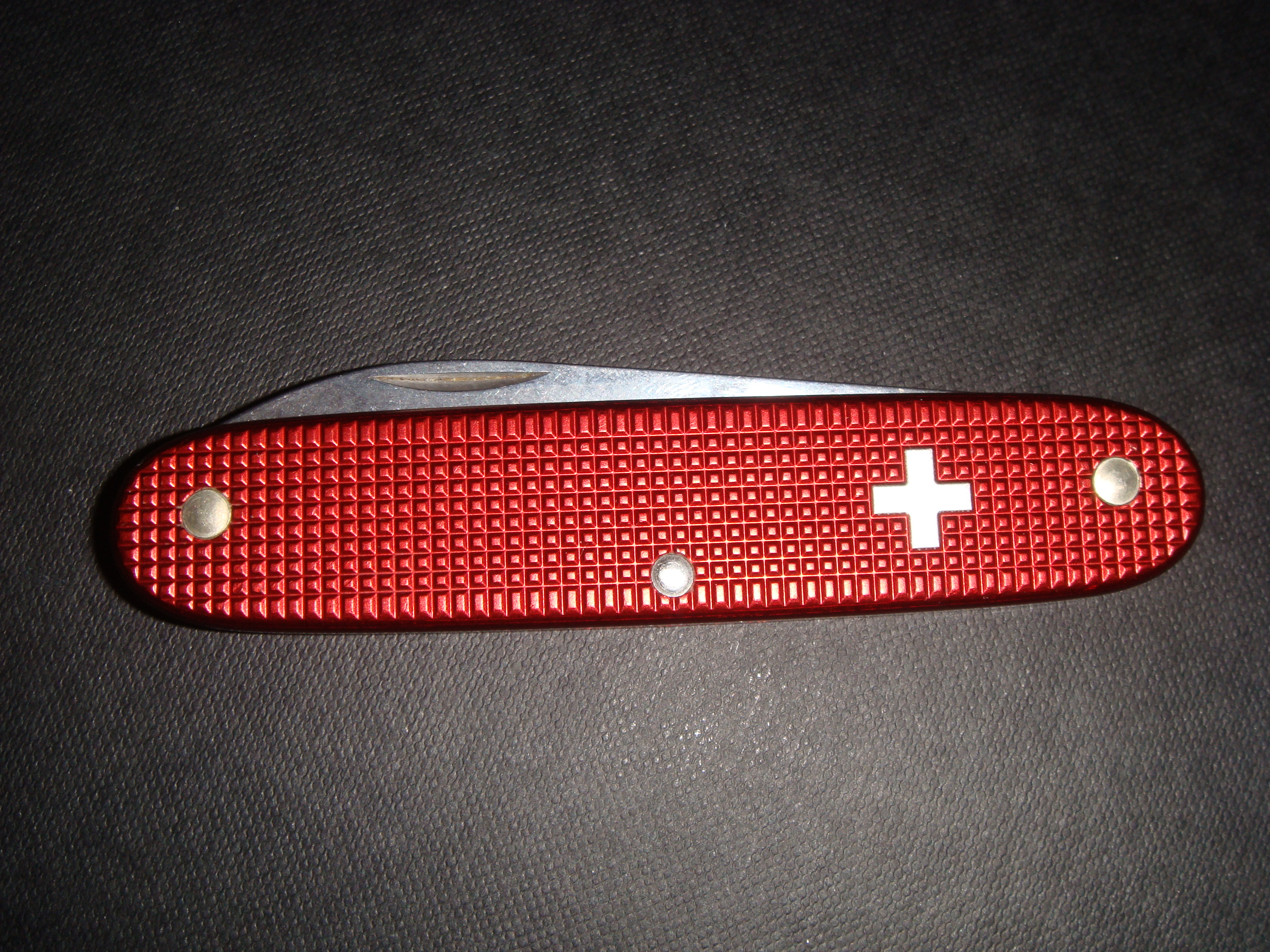
Modell 1961 (roșiu), folosit din 1951 până în 1961
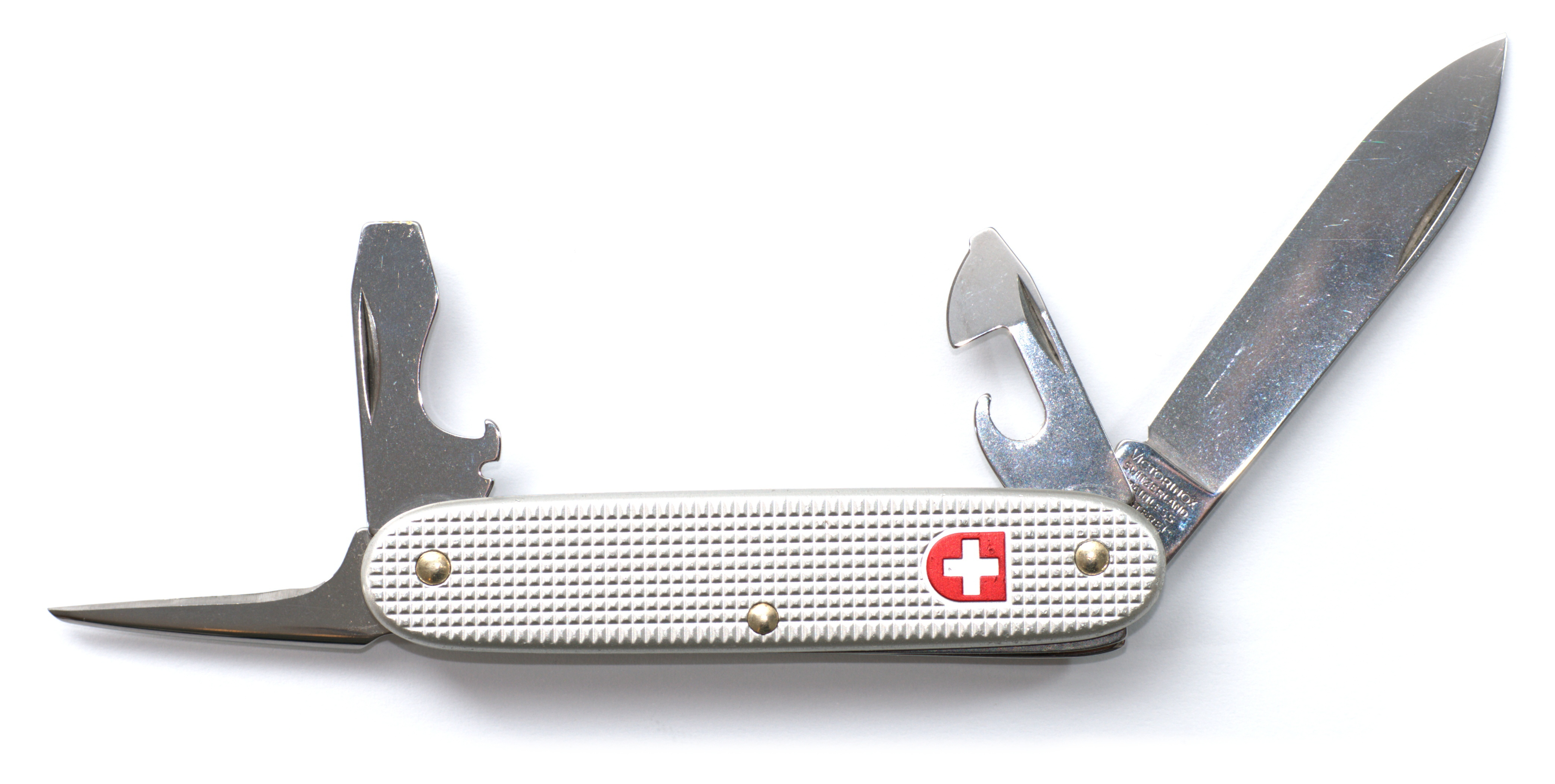
Modell 1961, Ausführung 1994, folosit din 1994 până în 2008
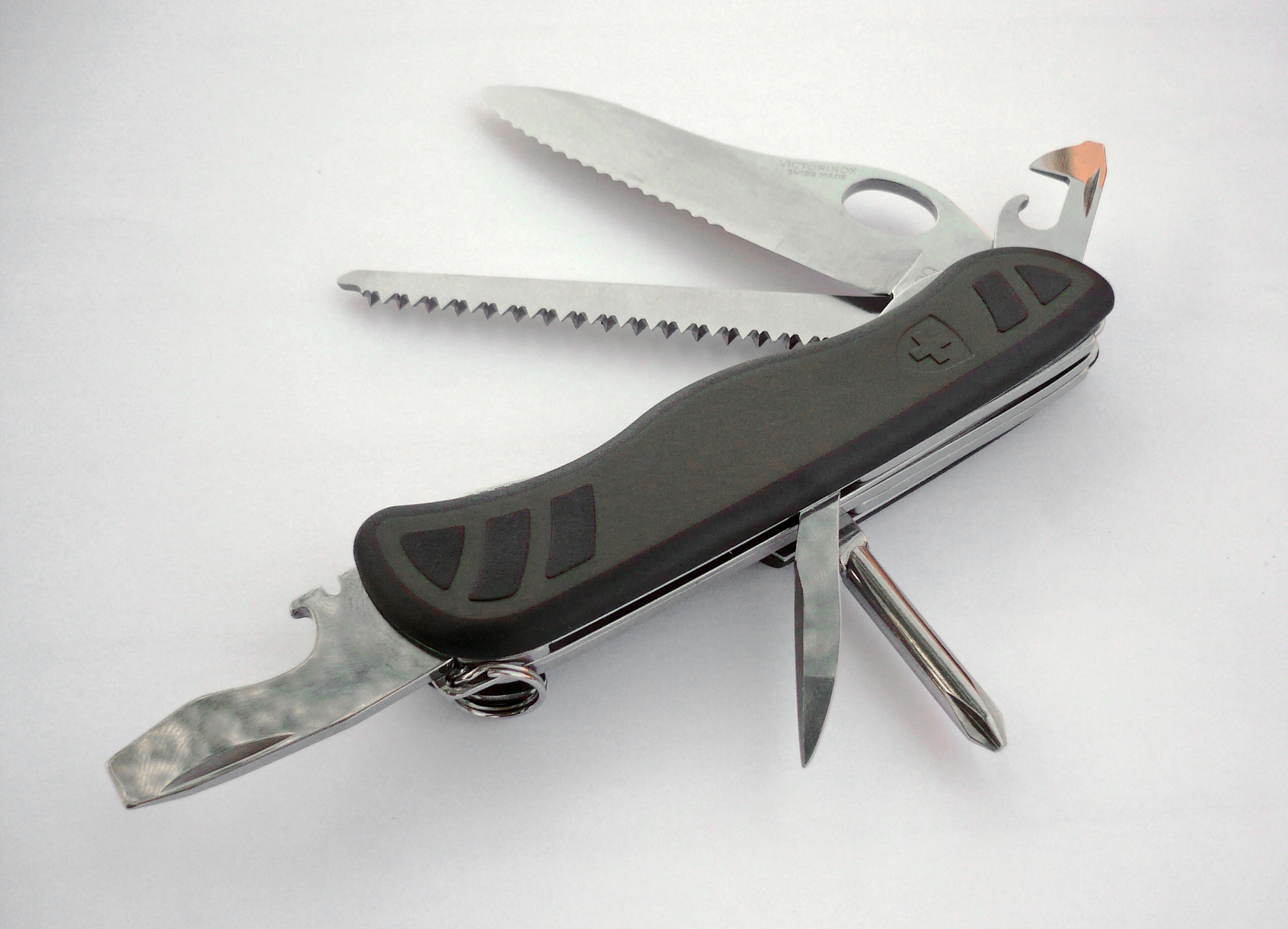
Soldatenmesser 08, folosit din 2008

## Modele folosite de armata germană

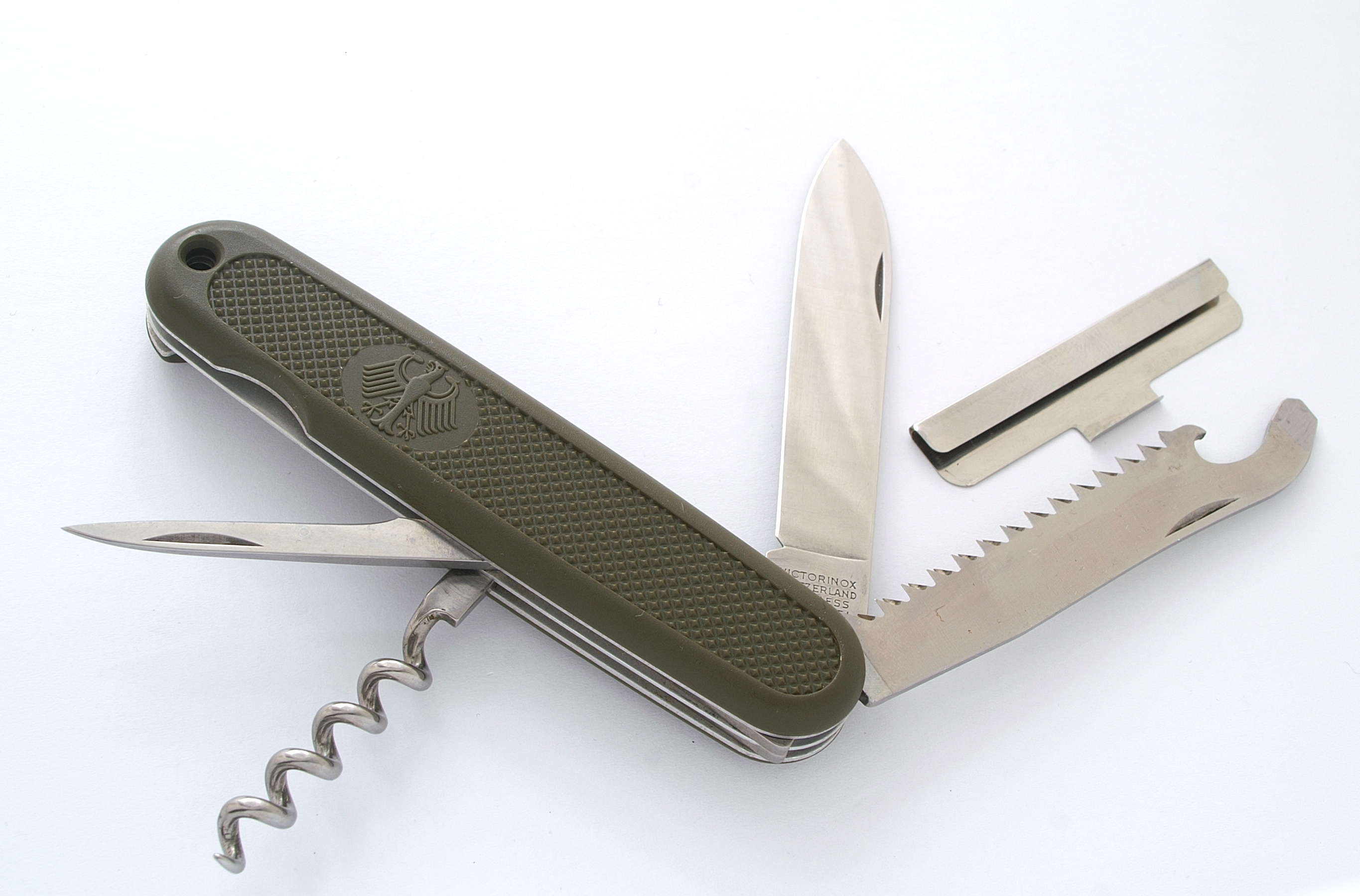
Taschenmesser al Bundeswehr-ului (folosit din 1976)
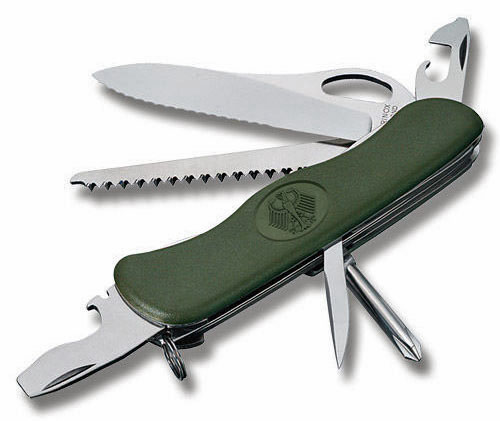
Einhandmesser al Bundeswehr-ului (folosit din 2008)